# 894 км
894 км — железнодорожная казарма (тип населённого пункта) в Оричевском районе Кировской области России. Входит в состав Мирнинского городского поселения. По состоянию на 2020 год населённый пункт опустел.

## География
Располагается в центральной части региона, в подзоне южной тайги, на расстоянии примерно 20 км по прямой на запад-юго-запад от райцентра посёлка Оричи к северу от железнодорожной линии Котельнич-Киров.

## Климат
Климат характеризуется как континентальный, умеренно холодный. Среднегодовая температура — 1,6 °C. Средняя температура воздуха самого холодного месяца (января) составляет −14,3 °C (абсолютный минимум — −45 °С); самого тёплого месяца (июля) — 17,8 °C (абсолютный максимум — 37 °С). Безморозный период длится в течение 114—122 дней. Годовое количество атмосферных осадков — 500—550 мм, из которых около 70 % выпадает в тёплый период. Снежный покров устанавливается в середине ноября и держится 160—170 дней.

## История
Известен был населённый пункт с 1926 года как казарма 1172 км с 3 хозяйствами и 6 жителями, в 1950 8 хозяйств и 30 жителей. В 1989 году оставалось 9 жителей. Настоящее название утвердилось с 1978 года.

## Население
| 2010 |
| ---- |
| 4    |

Постоянное население составляло 4 человека (русские 100 %) в 2002 году, 4 в 2010.

## Инфраструктура
Путевое хозяйство Кировского региона Горьковской железной дороги.

## Транспорт
В пешей доступности станция Быстряги и остановка общественного транспорта при ней.